# Kurt Prestel
Kurt Prestel (* 1915 in Augsburg; † 18. September 1988) war ein deutscher Chordirigent und Musikpädagoge.

## Leben
Prestel studierte Klavier und Dirigieren an der Musikhochschule München und der Hochschule für Musik Nürnberg sowie in den USA. Von 1958 bis 1963 leitete er den Chor des Bayerischen Rundfunks und führte ihn zu seinen ersten internationalen Erfolgen. Durch seinen Freund Carl Orff kam er nach Salzburg. Am Mozarteum war er von 1968 bis 1985 Professor für Chorleitung. Im Rahmen des Salzburger Adventsingens wirkte er als Berater Tobi Reisers und später seines Sohnes Tobias Reiser und unterstützte den Volksliedsingkreis Landa Ruprecht und später – neben Klemens Vereno und Albert Anglberger – Joseph Dengg als Leiter des Salzburger Volksliedchores beim Einstudieren der Kantaten und Chorwerke. Mit dem Chor und Orchester des Mozarteums nahm er u. a. Orffs Carmina Burana und Catulli Carmina auf.